# A*P*E
A*P*E는 1976년에 만들어진 공상 과학, 공포 영화이다. 3D 효과를 갖춘 한국과 미국의 공동 연출작인, 영화는 디노 드 로렌티스의 1976년 킹콩의 리메이크 작과 같이 거의 동시간대에 출시되었다. 한국에서는 "킹콩의 대역습"이라는 제목으로 출시되었다.

## 줄거리
영화에서, 36 피트의 고릴라가 한 유조선으로부터 대한민국의 해안으로 탈출한다. 거대한 백상아리와의 싸움 후, 그 유인원은 땅에 상륙하여 메릴린 (조안나 컨스)이라는 이름의 미국인 여배우를 발견해서 납치하기 전에 건물 여러채를 파괴한다. 군대가 결국 모퉁이로 몰아서 그 유인원을 죽이며, 한 감시자가 "그는 우리와 같은 작은 세계에서 살기에 너무 크다!"라는 대사를 한다.
미국인 여배우와 함께 하는 고릴라의 관계 같은, 몇가지 줄거리 요소들은 본래 킹콩 이야기를 표절한 것이다. 그 영화를 위하여 전 세계로 미치는 엔터테인먼트의 프린트 광고는 심지어 그들의 영화가 킹콩과 혼동하지 말라고 독자들에게 전했다.. 이것은 그 영화가 원래 티저 포스터에 광고되었던 것처럼 The New King Kong로 불릴 예정 이었기 때문이다. RKO 픽쳐스가 이것을 눈치챘을때, 그들은 그 회사에 대항하여 150만 달러의 소송을 제기했다. 소송 때문에 제목은 A*P*E로 바뀌었고 "킹콩과 혼동하지 말라"는 표어가 극장 포스터에 붙여졌다.

## 출연
- 로드 애런츠 - 톰 로즈 역
- 조애나 컨스 - 메릴린 베이커 역
- 이낙훈 - Capt. 김 역
- 알렉스 니콜 - 데이비스 중령 역
- 제리 하크 - Lt. 스미스 역
- 우연정 - 김의 부인 역
- 폴 레더 - 디노 역

## 평판
A*P*E는 이전에 만들어진 최악의 영화들 중 하나로서 기술되며, 심지어 공식적인 라지에 영화 가이드의 커버에 모습을 보였다. A*P*E에 관한 논평의 상당은 그 영화의 저질의 특수 효과에 초점을 맞춘다. 예를 들어, 존 윌슨은 영화 속에서 사용된 고릴라 슈트가 "실제 유인원이라기보다 당신의 할머니의 양모 같아 보인다"라고 주장한다. 그는 또한 "5살 아이도 위조품 같은 그 [모델 건물과 차량들]을 식별할 수 있겠다"라고 말한다. 다른 비평가들은 그 유인원의 크기가 영화 전체를 통하여 변화는 모습을 보이며 그 유인원 배우의 티셔츠가 그의 의상에 있는 구멍을 통하여 보인다라고 지적했다.
그 영화는 초라한 특수 효과와 나란히 다른 문제들로부터 고통을 겪었다. 공포속에 달아나기로 예정되어있는 한국인 엑스트라가 때때로 그들의 얼굴에 웃음을 짓는 모습을 보였으며 영화의 대화는 종종 형편없는 편집에 의해 잘라졌다. 윌슨은 심지어 그 영화의 음악을 "전 시대의 최악의 영화 사운드트랙들 중 하나"로서 기술했다.
혹평하는 평가 속에, 괴물 영화 비평가 마이크 보그는 "A*P*E가 최악의 거대 괴물 영화가 아니었지도 모른다. 그러나, 영화는 어떤 최악의 목록 10위에서도 높은 차트를 기록했을 것이다." 그 영화 총득점에 구토하고 춤을 추는 유인원 같은 인용을 하는, 보그는 "잡지 프랑켄슈탄인의 성과 같은 곳에서" 진실성을 의심하게 너무 안좋은 영화 평론을 말하기 위해 사용한다라고 진술했다.
King Kong: The History of a Movie Icon속에서 저자 로이 모턴은 꼭 빼닮은 킹콩을 논했으며 전체 영화 관객을 손가락으로 합할 수 있는 승리 뒤 그 유명무실한 유인원이 일변하는 광경을 언급하면서 그의 A*P*E.에 대한 평론을 닫았다.